# Antón García
Antón García (Tuña, 1960) es escritor y traductor en lengua asturiana y fue Director General de Política Lingüística del Principado de Asturias.
Es licenciado en filología española por la Universidad de Oviedo, además  de destacado editor, fundador de las editoriales Tsibros de Frou (1983-1988) y Trabe (1992), que abandona en 2007. En ese año crea la productora audiovisual y editorial Saltadera, con la que edita abriendo este nuevo proyecto Esa luz tan breve (Poesía, 1988-2008) de Aurelio González Ovies. Como escritor en lengua asturiana se le considera una de las figuras claves de la Segunda Generación del Surdimientu, junto con Xuan Bello, Berta Piñán y Pablo Antón Marín Estrada. Ha traducido al asturiano la obra poética de Eugénio de Andrade, además de a Álvaro Cunqueiro o a Clarice Lispector. Es también un destacado crítico e historiador de la literatura asturiana, sobre la que ha trabajado a lo largo de su vida. Así, ha editado el libro La Xudit (1770) de Xuan González Villar y Fuertes (1990), Poesía asturiana y traducciones de Fernán-Coronas  (1993), Cartes a la Catredal d'Uviéu de Ángeles López Cuesta (1994) o la Obra poética de Xuan María Acebal. También ha investigado la narrativa asturiana desde sus orígenes hasta el final del franquismo en dos antologías: El cuentu asturianu (1860-1939), publicado en 1992, y El cuentu asturianu de tres la guerra, de 1998. Sobre la literatura asturiana tiene además dos libros publicados: Lliteratura asturiana nel tiempu, cuya primera edición es de 1994; y Xeneraciones y dexeneraciones (Sobre lliteratura asturiana, volume I, D'Antón de Marirreguera a Fernán-Coronas), 2007. En 2011 publica en edición bilingüe una amplia antología de su poesía bajo el título "La mirada atenta". Ha traducido al asturiano obras de Federico García Lorca, Gaspar Meana, Clarice Lispector y Álvaro Cunqueiro.En 2015 ganó el premio de poesía Xuan María Acebal con el poemario Ferralla y el premio Xosefa Xovellanos con la novela Crónica de la lluz y la solombra. En 2025 publica esta misma obra en castellano.

## Obra

### Narrativa
- El Viaxe (1987)
- El pelegrín valiente (1993)
- Díes de muncho (1998)
- Xente tan cerca (2009)
- Crónica de la lluz y la solombra (2015)

### Poesía
- Estoríu (1984)
- Los díes repetíos (1989)
- Venti poemes (1998)
- La mirada aliella (2007)
- Ferralla (2015)